# 滨海隆格
滨海隆格（法語：Longues-sur-Mer，法語發音：[lɔ̃ɡ syʁ mɛʁ] ⓘ）是法国卡尔瓦多斯省的一个市镇，属于巴约区。

## 地理
滨海隆格（49°20'9"N, 0°41'44"W）面积12.29 平方千米，位于法国诺曼底大区卡爾瓦多斯省，该省份为法国西北部沿海省份，北濒大西洋英吉利海峡，东北与滨海塞纳省以海上边界相接，东临厄尔省，南至奧恩省，西与芒什省接壤。
与滨海隆格接壤的市镇（或旧市镇、城区）包括：科姆、贝桑地区马尼、芒维约、大圣维戈尔、欧尔河畔沃。

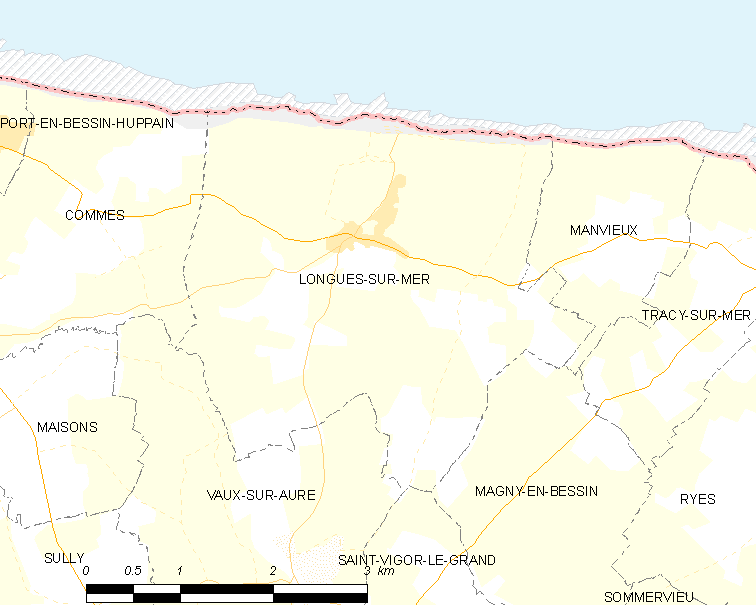
滨海隆格的OSM定位图

滨海隆格的时区为UTC+01:00、UTC+02:00（夏令时）。

## 行政
滨海隆格的邮政编码为14400，INSEE市镇编码为14377。

## 政治
滨海隆格所属的省级选区为巴约县。

## 人口

1962-2008年间滨海隆格人口变化图示

滨海隆格于2022年1月1日时的人口数量为587人。